# Orbilia leucostigma
Orbilia leucostigma är en svampart som först beskrevs av Elias Fries, och fick sitt nu gällande namn av Elias Fries 1849. Orbilia leucostigma ingår i släktet Orbilia och familjen vaxskålar.   Inga underarter finns listade i Catalogue of Life.